# Vlad Țepeș (Călărași)
Vlad Țepeș (veraltet Bărăganul Nou) ist eine Gemeinde im Kreis Călărași in der historischen Region Walachei in Rumänien.

## Geographische Lage

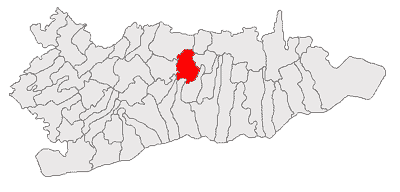
Lage der Gemeinde Vlad Țepeș im Kreis Călărași

Die Gemeinde Vlad Țepeș liegt in der Walachischen Tiefebene (Câmpia Română) in der historischen Region der Großen Walachei. Im Bărăgan an der Nationalstraße DN3, etwa zehn Kilometer südlich von der rumänischen A2 – Teil der Europastraße 81 –, liegt der Ort Vlad Țepeș 30 Kilometer nordwestlich von der Kreishauptstadt Călărași; die rumänische Hauptstadt Bukarest befindet sich etwa 100 Kilometer westlich von Vlad Țepeș entfernt.
Auf dem Areal der Gemeinde sind keine fließenden Gewässer. Die Wasserversorgung erfolgt vom 24 Hektar großen Teich beim eingemeindeten Dorf Mihai Viteazu, oder durch die etwa 0,5–20 Meter tiefen Brunnen.

## Geschichte
Das eingemeindete Dorf Mihai Viteazu mit der veralteten Bezeichnung Bărăganul, wurde erstmals 1857–1858 im Zentrum der gleichnamigen Tiefebene erfasst. Der heutige Ort Vlad Țepeș entstand erst 1893 unter der Bezeichnung Bărăganul Nou und gehörte zehn Jahre zum heute eingemeindeten Dorf, bis 1903 der Ort Vlad Țepeș zum Gemeindezentrum ernannt wurde.

## Bevölkerung
2002 lebten in der Gemeinde 2619 Einwohner. 2.616 davon waren Rumänen und drei bezeichneten sich als Türken. Bei der Volkszählung 2011 wurden in der Gemeinde Vlad Țepeș in 1205 Haushalten 2336 Menschen gezählt. 2087 waren Rumänen, 80 waren Roma und die restlichen wurden ohne ethnische Angaben registriert.
Die Hauptbeschäftigung der Bevölkerung ist die Viehzucht und die Landwirtschaft.